# Computador híbrido
Um computador híbrido é um computador que combina as tecnologias de computador digital e computador analógico em um mesmo computador. Em geral para o recebimento de dados e determinadas operações, o computador utiliza a parte analógica; para a conversão do resultado final ou armazenamento dos dados intermediários, utiliza a sua parte digital.